# Ивановка (Зианчуринский район)
Ивановка (баш. Ивановка) — деревня в Зианчуринском районе Республики Башкортостан Российской Федерации. Входит в состав Тазларовского сельсовета.

## География

### Географическое положение
Расстояние до:
- районного центра (Исянгулово): 13 км,
- центра сельсовета (Тазларово): 3 км,
- ближайшей ж/д станции (Саракташ): 77 км.

## Население
| 1939 | 1959 | 1970 | 1979 | 1989 | 2002 | 2009 |
| ---- | ---- | ---- | ---- | ---- | ---- | ---- |
| 419  | ↘199 | ↘146 | ↘49  | ↘15  | ↘9   | ↗12  |
| 2010 |      |      |      |      |      |      |
| ↘3   |      |      |      |      |      |      |

Национальный состав
Согласно переписи 2002 года, преобладающие национальности — русские (56 %), азербайджанцы (33 %).